# Ardery
Ardery is een dorp in de buurt van Acharacle niet ver van Loch Sunart in de Schotse Hooglanden.